# Baleia-bicuda-de-hector
A baleia-bicuda-de-hector (Mesoplodon hectori) é um cetáceo da família dos zifiídeos (Ziphiidae) encontrado nas águas temperadas do hemisfério sul.